# Útok v Oslu z června 2022
Dne 25. června 2022 byli při masové střelbě v norském hlavním městě Oslu zabiti dva lidé a 21 lidí bylo zraněno. Policie tento incident označila za islamistický terorismus mířený vůči festivalu LGBTQ hrdosti v Oslu. Policie zatkla Zaniara Matapoura, norského občana z Íránu, který žil v Norsku od roku 1991. Později se potvrdilo, že o podezřelém policie věděla od roku 2015, kdy se zradikalizoval k islámskému extremismu. Byl obviněn z vraždy, pokusu o vraždu a terorismu.

## Střelba
Střelba se odehrála na místech spojených s Oslo Pride, místní akcí LGBT hrdosti pořádanou pobočkou Norské organizace pro sexuální a genderovou rozmanitost v Oslu, noc před plánovaným pochodem hrdosti v Oslu. K první střelbě došlo v London Pub, oblíbeném gay baru a nočním klubu. Přítomný novinář norské veřejnoprávní stanice NRK uvedl, že byl svědkem příchodu muže s taškou, který poté vytáhl zbraň a začal střílet. Novinář si nejprve myslel, že jde o plynovou zbraň, dokud se u vedlejšího baru nerozbilo sklo. Podle jednoho ze svědků pachatel při střelbě křičel „Alláhu Akbar“.
Pachatel se poté přesunul do dalších dvou blízkých míst, včetně baru Per på hjørnet. Policie byla přivolána v 1.15 hodin místního času a dorazila o několik minut později. Podezřelý byl zadržen pět minut po útocích. Během útoku se 80 až 100 lidí ukrylo ve sklepě baru, zranění lidé leželi uvnitř baru i v jeho okolí a policie situaci označila za „chaotickou“.

## Vyšetřování
Na tiskové konferenci dne 25. června 2022 policie uvedla, že se domnívá, že by útok mohl být motivován homofobní nenávistí a jeho cílem byl festival Oslo Pride. Norsko zaznamenalo na sociálních sítích útoky proti LGBT komunitě a festivalu hrdosti ze strany anti-LGBT extremistů. Předsedkyně norské vládní komise pro extremismus Cathrine Thorleifssonová a také společnost Amnesty International spojily útok s nárůstem útoků na LGBT+ lidi v Norsku a Evropě, a to jak na extremistických online fórech, tak na otevřených platformách sociálních médií.
Matapourův právník John Christian Elden řekl, že výslechy byly přerušeny kvůli Matapourovým obavám z policejní manipulace. Elden pro Aftenposten řekl, že se Matapour bojí, že policie pozmění nahrávky, a požaduje, aby bylo vše zapsáno. Elden uvedl, že Matapour bude vyslýchán v neděli ráno, později však bylo oznámeno, že se odmítl dostavit k výslechu a přidal další požadavek – aby byl jeho výslech zveřejněn v celém rozsahu.

## Následky

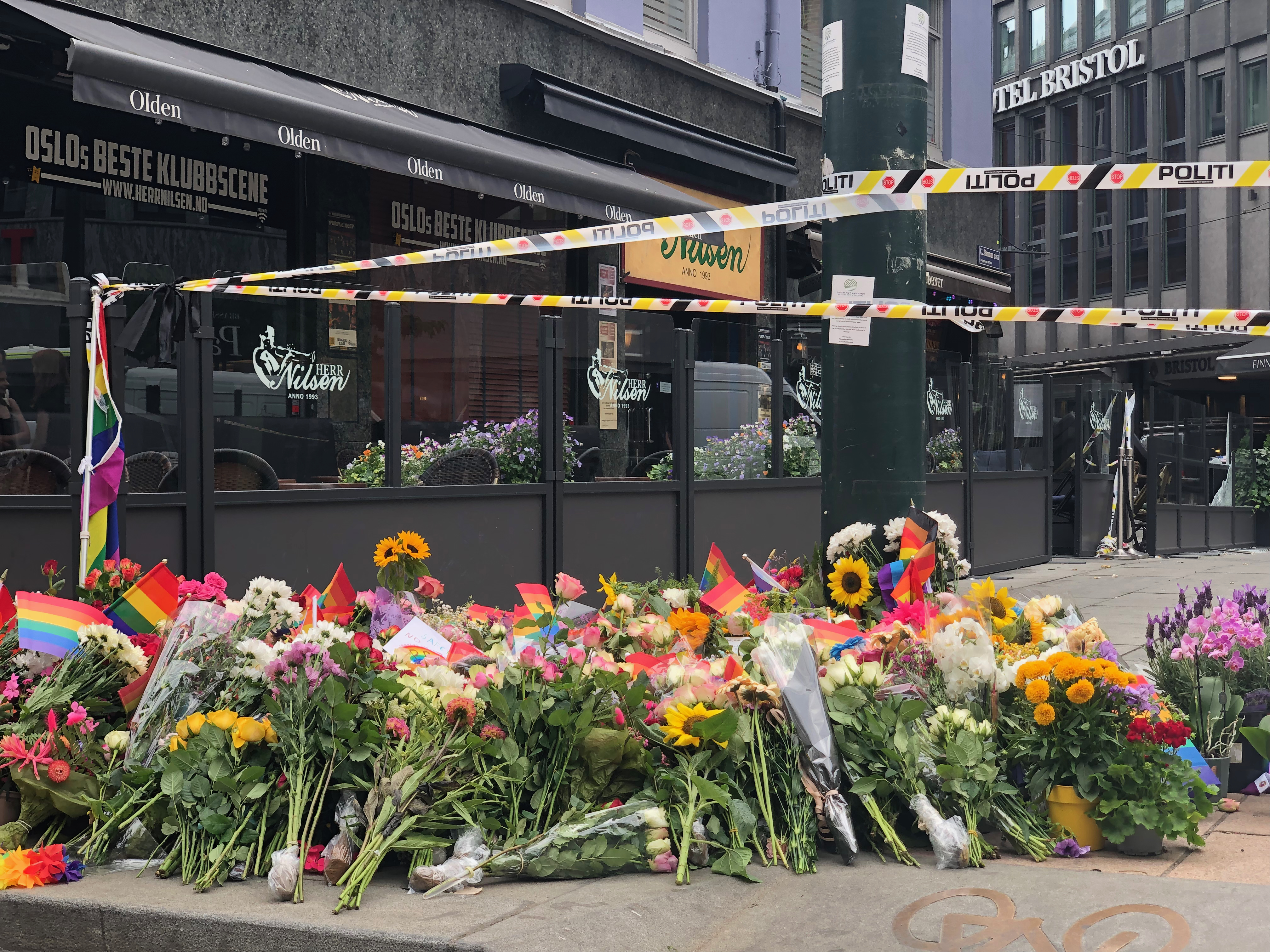
Květiny na náměstí C. J. Hambros plass.

Průvod hrdosti a související akce, které se měly konat v Oslu, byly po střelbě zrušeny. Ředitel národní policie Benedicte Bjoernland v prohlášení uvedl, že všechny akce hrdosti v Norsku by měly být odloženy, protože komunita LGBT je islamistickými extremisty považována za „nepřítele“. Policie také lidem doporučila, aby Pride slavili v menších skupinách. Navzdory varování se několik tisíc lidí zúčastnilo provizorního průvodu s ozbrojenou policií v čele a položili duhové vlajky a květiny u klubu London Pub.
Národní policejní komisařka Marie Benedicte Bjørnlandová oznámila dočasné celostátní vyzbrojení policistů v Norsku. Norsko navíc vstoupilo do nejvyššího stupně pohotovosti před terorismem, ačkoli norská policejní bezpečnostní služba „neměla žádné indicie“, že by mělo dojít k dalším útokům.